# سالوادور هیدالگو
سالوادور هیدالگو اولیوا (انگلیسی: Salvador Hidalgo Oliva) (متولد ۲۷ دسامبر ۱۹۸۵ متولد لنینگراد) بازیکن والیبال اهل کوبا است. وی با ۱۹۵ سانتی متر قد در پست دریافت کننده قدرتی زن ایفای نقش می کند.